# Munseyella dunoona
Munseyella dunoona is een mosselkreeftjessoort uit de familie van de Pectocytheridae. De wetenschappelijke naam van de soort is voor het eerst geldig gepubliceerd in 1993 door McKenzie et al..